# Institut für Europäische Politik
Das Institut für Europäische Politik (IEP) in Berlin ist als gemeinnützige Organisation auf dem Gebiet der europäischen Integration tätig. Es zählt zu den führenden außen- und europapolitischen Forschungseinrichtungen in Deutschland und ist strategischer Partner des Auswärtigen Amtes und der Europäischen Kommission. Präsident ist Werner Hoyer.
Das IEP arbeitet an der Schnittstelle von Wissenschaft, Politik, Verwaltung und europäischer Bildung. Die interdisziplinär und europäisch ausgerichteten Aktivitäten des Instituts tragen dazu bei, durch wissenschaftliche Analyse von Themen europäischer Politik sowie durch die Erarbeitung politischer Optionen die europäische Einigung zu fördern. Diesen Auftrag erfüllt das IEP unter anderem durch Forschungsvorhaben, Gesprächsforen und Konferenzen, die Durchführung von EU-Ausbildungsprogrammen sowie durch die Herausgabe von wissenschaftlichen Publikationen zu aktuellen Themen der europäischen Integration. Es wurde in den 1950er Jahren durch die Europa-Union Deutschland im Umfeld der Europäischen Bewegung Deutschland gegründet, allerdings hat sich das IEP seit den 1980er Jahren zunehmend von den Europaverbänden emanzipiert.
Das IEP ist Mitglied der Netzwerke Europäische Bewegung Deutschland, Arbeitskreis Europäische Integration e.V und Trans European Policy Studies Association (TEPSA).

## Forschung und Lehre
Das Institut verbindet in seiner Arbeit die Analyse aktueller Themen mit der Ausleuchtung langfristiger Entwicklungstrends der Europapolitik. Die Forschungsaktivitäten des IEP sind in fünf Schwerpunktbereichen zusammengefasst. Die Forschungsabteilungen des IEP befassen sich mit diversen Themen europäischer Politik und Integration, so zum Beispiel mit der „Debatte zur Zukunft der Europäischen Union“ oder „Erweiterung, Nachbarschaft und Zentralasien“. Die Inhalte und Ergebnisse der Forschung des IEPs werden auch in diversen Summerschools und Studienprogrammen wieder aufgegriffen. In Kooperation mit dem Centre international de formation européenne (Cife) führt das Institut für Europäische Politik zum Beispiel das englischsprachige PhD Support Programm „The EU, Central Asia and the Caucasus in the International System“ (EUCACIS), das sich an Postgraduierte und junge Berufstätige aus der Region des weiteren Zentralasien richtet.

## Diskussionsplattform
Eines der wichtigsten Ziele ist die Förderung eines Diskurses zu europapolitischen Themen und der Austausch zwischen politischen Entscheidungsträgern, Wissenschaftlern, Journalisten und Bürgern. Um diesem Ziel gerecht zu werden, organisiert das IEP verschiedene Diskussionsplattformen, wie die IEP-Mittagsgespräche oder bilaterale Gesprächsforen, wie das Deutsch-Portugiesische Forum und das Deutsch-Nordisch-Baltische Forum. Die Mittagsgespräche setzen sich mit aktuellen Themen der europäischen Politik auseinander. Dazu werden profilierte Redner und Experten aus Regierung, Verwaltung und Wissenschaft der EU-Mitgliedstaaten und -Institutionen eingeladen, um über Herausforderungen und Perspektiven der europäischen Integration zu diskutieren. Zur Stärkung der Jugendbeteiligung an Europapolitik führt das IEP anlässlich der Trio-EU-Ratspräsidentschaft Deutschlands, Portugals und Sloweniens das Projekt „EngagEUrCouncil“ durch, um jungen Unionsbürgern die Möglichkeit zur gemeinsamen Entwicklung europapolitischer Forderungen zu geben.

## Capacity Development
Neben der wissenschaftlichen Auseinandersetzung mit der europäischen Integration befasst sich die Abteilung „Capacity Development“  mit der nachhaltigen Stärkung der öffentlichen Verwaltungen in den Ländern Südosteuropas im Prozess der Heranführung an die EU durch Qualifizierungsprogramme und Veranstaltungsreihen. Dabei arbeitet das IEP eng mit internationalen Auftraggebern und Partnern, wie der Deutschen Gesellschaft für Internationale Zusammenarbeit (GIZ) zusammen. Alle Programme verbinden interaktive Lernmethoden mit fachspezifischem Wissens- und Erfahrungsaustausch, um insbesondere zum Know-how-Transfer und letztlich zur Annäherung der Zielländer an die EU beizutragen.

## Regelmäßige Publikationen des IEP
- Jahrbuch der Europäischen Integration[5]
- Europa von A bis Z
- integration (vierteljährlich)
- Europäische Schriften

## Ehemalige Mitarbeiter
- Daniel Göler
- Bernd Hüttemann
- Barbara Lippert
- Andreas Maurer